# Parc national de Cutervo
Le parc national de Cutervo a été créé le 20 septembre 1961 par la loi no 13964. Il s'agit de la première zone naturelle protégée créée par le Pérou.
Il représente une surface totale de 8 214,23 ha appartenant au district de San Andrés de Cutervo, dans la province de Cutervo et la région de Cajamarca.
Les objectifs principaux sont la protection de la flore et la faune des lieux et la conservation du paysage.

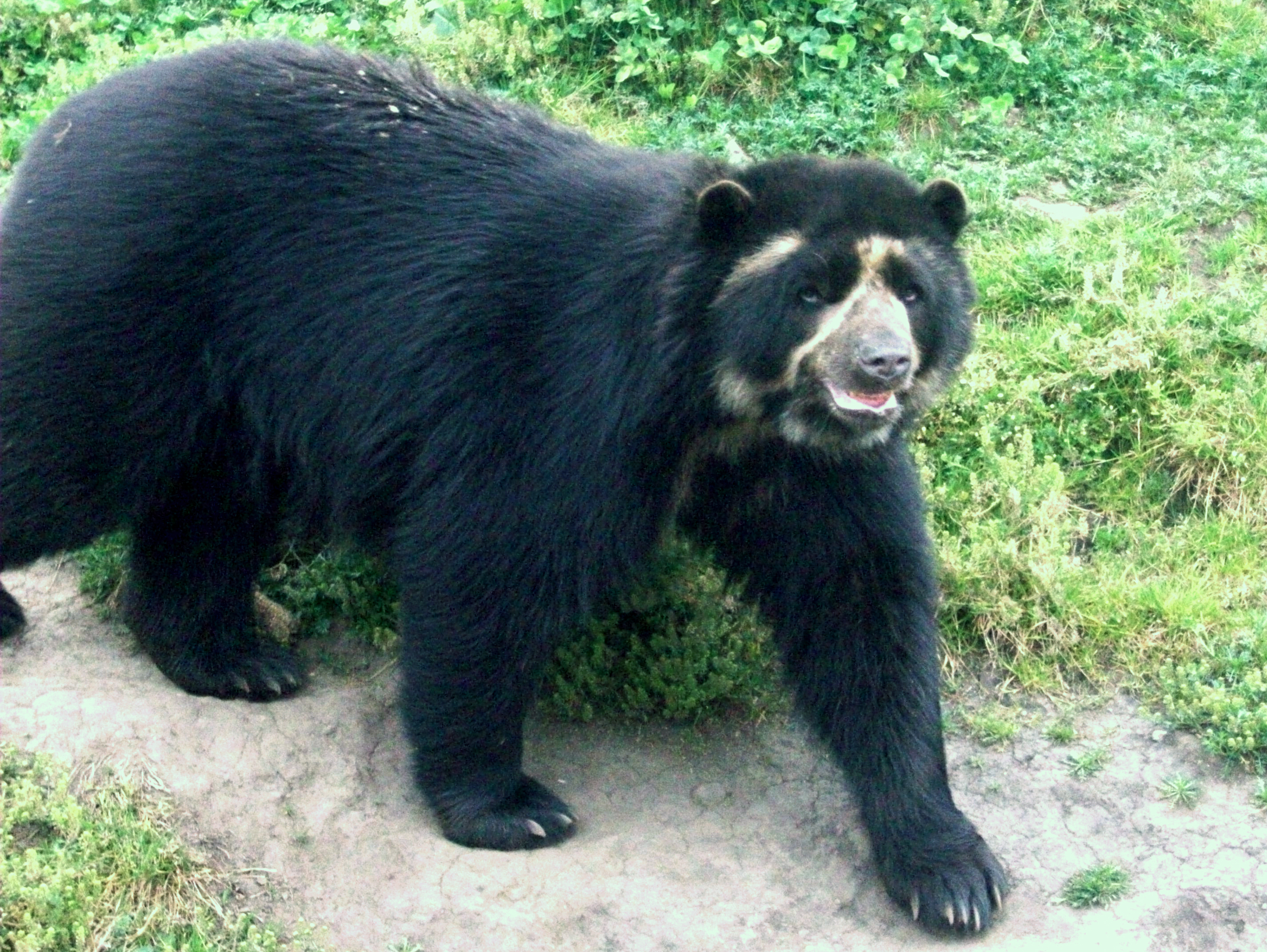
Ours à lunettes pris en photo dans le parc.

## Sources
- (es) Cet article est partiellement ou en totalité issu de l’article de Wikipédia en espagnol intitulé « Parque Nacional Cutervo » (voir la liste des auteurs).